# Erwin Hausladen
Erwin „Buzi“ Hausladen (* 2. Februar 1925 in München; † 6. Juni 2015 ebenda) war ein deutscher Geistlicher des Erzbistums München und Freising und Gründungspfarrer der römisch-katholischen Pfarrei St. Thomas Morus, der aufgrund seines Engagements in zahlreichen Trachten- und Gebirgsvereinen überregionale Bekanntheit erlangte.

## Leben und Wirken
Erwin Hausladen wuchs zusammen mit seinem älteren Bruder Hans (* 18. August 1920) unweit der Bavaria im Münchner Stadtteil Schwanthalerhöhe auf. Als Sohn des Verwaltungsinspektors Johann Hausladen (* 27. Dezember 1889; † 15. März 1982) besuchte er das Theresien-Gymnasium München. Für seine Eltern war der jüngere der beiden Söhne immer das „Buzerl“, wovon sich sein lebenslanger Spitzname „Buzi“ ableitete. Während sich sein Bruder schon früh für eine theologische Laufbahn entschied, interessierte sich der technisch begabte Hausladen zunächst für eine Ausbildung zum Ingenieur. Als sein Bruder am 21. November 1944 kurz vor seiner Weihe zum Diakon an der Westfront fiel, befand sich Erwin Hausladen in einem Lazarett in Ostpreußen. Zurück aus amerikanischer Kriegsgefangenschaft, entschied er sich, den Lebensweg seines Bruders zu beschreiten und Priester zu werden.
1946 trat Hausladen in das Priesterseminar Freising ein und studierte Katholische Theologie an der Philosophisch-theologischen Hochschule Freising. Zusammen mit Rupert Berger, Joseph Ratzinger, dem späteren Papst Benedikt XVI., dessen Bruder Georg sowie weiteren 41 Seminaristen wurde Hausladen am 29. Juni 1951 im Freisinger Dom durch Kardinal Michael von Faulhaber zum Priester geweiht. Seine Primiz feierte er am 8. Juli 1951 in der Pfarrkirche St. Rupert. Mit Joseph Ratzinger verband ihn Zeit seines Lebens eine enge Freundschaft. Immer wieder lud dieser ihn nach Rom ein.
Nach seinen ersten Dienstjahren als Kaplan in den Münchner Pfarreien Fronleichnam (1951–1954), Maria Hilf in der Au (1954–1955) sowie St. Heinrich (1954–1955) wurde Hausladen von Kardinal Julius Döpfner 1964 berufen, eine Pfarrkuratie in Sendling-Westpark zu gründen. Ein Jahr später konnte er in der als Notkirche errichteten Zeltkirche mit der neuen Pfarrgemeinde St. Thomas Morus einen ersten Gottesdienst feiern. Baubeginn der richtigen Kirche war im Frühjahr 1965. Im Jahr 1968 erhob Döpfner die bisherige Pfarrkuratie zur eigenständigen Stadtpfarrei, was für Hausladen mit der Amtserhebung zum Stadtpfarrer verbunden war. Als solcher wirkte Hausladen in St. Thomas Morus bis zu seinem Ruhestand im Jahr 2011. Zwischen den Jahren 1983 und 1993 war er überdies Dekan des Dekanats München-Sendling. Im Rahmen seiner Tätigkeit entwickelte Hausladen zahlreiche Initiativen zur Völkerverständigung, die ihn beispielsweise regelmäßig nach Frankreich, Brasilien, Israel oder Südtirol führten.
Auch im Ruhestand hielt Hausladen weiterhin Gottesdienste und half in verschiedenen Pfarreien aus. Hausladen erteilte Otto von Habsburg die Letzte Ölung und auch Luis Trenker segnete er kurz vor dessen Tod. Im Rahmen seines Engagements für den Isargau des Bayerischen Trachtenverbands leitete er zahlreiche Festgottesdienste und Prozessionen. Auch war der begeisterte Bergsteiger seit 1961 Mitglied im DAV, Sektion Bergbund München. Als „Buzi“ war der Bergpfarrer überregional bekannt und hielt über 300 Gottesdienste in Tracht und Bergschuhen, so etwa regelmäßig auf der Stiealm am Brauneck oder am Taubenstein im Rotwandgebiet.
Erwin Hausladen starb 2015, vier Monate nach seinem 90. Geburtstag. Sein Grab befindet sich auf dem Münchner Waldfriedhof.

## Ehrungen
Im Jahr 1985 erhielt Erwin Hausladen aufgrund besonderer Verdienste die Medaille „München leuchtet – Den Freundinnen und Freunden Münchens“ der Landeshauptstadt München. 1987 wurde er mit dem Verdienstkreuz 1. Klasse des Verdienstordens der Bundesrepublik Deutschland geehrt. Im Jahr 2004 verlieh ihm Papst Johannes Paul II. den päpstlichen Ehrentitel „Kaplan Seiner Heiligkeit“ mit der Anrede „Monsignore“.

## Veröffentlichungen
- Zusammen mit Ludwig Bayerle und Christian Wolf: St. Thomas Morus München. Bild und Wort seit 1964, Katholisches Stadtpfarramt St. Thomas Morus, München 2000.
- St. Thomas Morus München. Ein Stück Heimat. Katholisches Stadtpfarramt St. Thomas Morus, München 2001.